# El monjo
El monjo (títol original: Bulletproof Monk) és una pel·lícula estatunidenca dirigida per Paul Hunter, estrenada el 2003. Ha estat doblada al català.

## Argument
Al Tibet, a les muntanyes, una comunitat de monjos protegeix el "manuscrit jurat", escrits que amaguen un gran poder. El seu guardià, un monjo, està protegit pel poder del manuscrit. Durant la Segona Guerra Mundial, un nazi intenta apoderar-se'n quan el manuscrit acaba de canviar de guardià. El film explica la història d'aquest guardià 60 anys més tard, quan erra pels Estats Units, buscant un nou guardià tot protegint el manuscrit.

## Repartiment
- Chow Yun-Fat: el Monjo 5
- Seann William Scott: Kar
- Jaime King: Jade
- Karel Roden: Strucker
- Victoria Smurfit: Nina
- Marcus J. Pirae: Sr. Funktastic
- Mako: M. Kojima
- Roger Yuan: el mestre
- K.C. Collins: Sax
- Sean Bell: Diesel
- Kishaya Dudley: DV
- Rob Archer: Buzz
- Mauricio Rodas: Wicho
- Bayo Akinfemi: Shade
- Russell Yuen: germà Tenzin
- Albert Chung: Jove monjo

## Al voltant de la pel·lícula
- El rodatge va tenir lloc del 9 de març a juny del 2002 a Hamilton, Oshawa, Toronto et Vancouver, al Canadà.
- Inicialment interessat pel paper de Kar, Heath Ledger va preferir finalment un paper a Ned Kelly.

## Crítica
- "Massa serietat pot ser fatal per a una pel·lícula com aquesta, doncs impedeix el repartiment efectiu de riures ximples i emocions fàcils (...) Chow i Seann semblen passar una bona estona, així que... Per què van a haver de ser ells els únics?"[2]
- "Les seqüències de baralles no són tan originals com unes altres que he vist (encara que la lluita inicial en el pont penjant està tan ben feta que aixeca una expectatives que després no es veuen complertes). (...) Puntuació: ★★ (sobre 4)."[3]
- "Dona molt més del que promet el seu títol. Té una vivacitat i un estil de les quals manquen altres pel·lícula d'acció versió 'buddy movies'. "[4]

## Banda original
- Diamonds and Guns, interpretat per The Transplants
- Tall Cans in the Aire (re-mix), interpretat per The Transplants
- Ranjahx, interpretat per X-Crew/Bittu Dhakiwala
- Static World, interpretat per Hollow Enemy Orchestra i Dylan Berry
- The Way You Dream, interpretat per 1 Giant Leap
- Chronopolis, compost per Yasunori Mitsuda

## Premis i nominacions
- Nominació al premi al millor film d'acció, en els Premis Teen Choice l'any 2003.